# USS McCampbell (DDG-85)
El USS McCampbell (DDG-85), llamado así en honor al as David McCampbell, es el 36.º destructor de la clase Arleigh Burke, en servicio con la Armada de los Estados Unidos desde 2002.

## Nombre
Su nombre USS McCampbell honra a David McCampbell, as de la Segunda Guerra Mundial.

## Construcción
Fue ordenado el 13 de diciembre de 1996 al Bath Iron Works (Maine). Su construcción comenzó con la colocación de la quilla el 15 de julio de 1999. El casco fue botado el 2 de julio de 2000 y el buque terminado entró en servicio el 17 de agosto de 2002.

## Historia de servicio

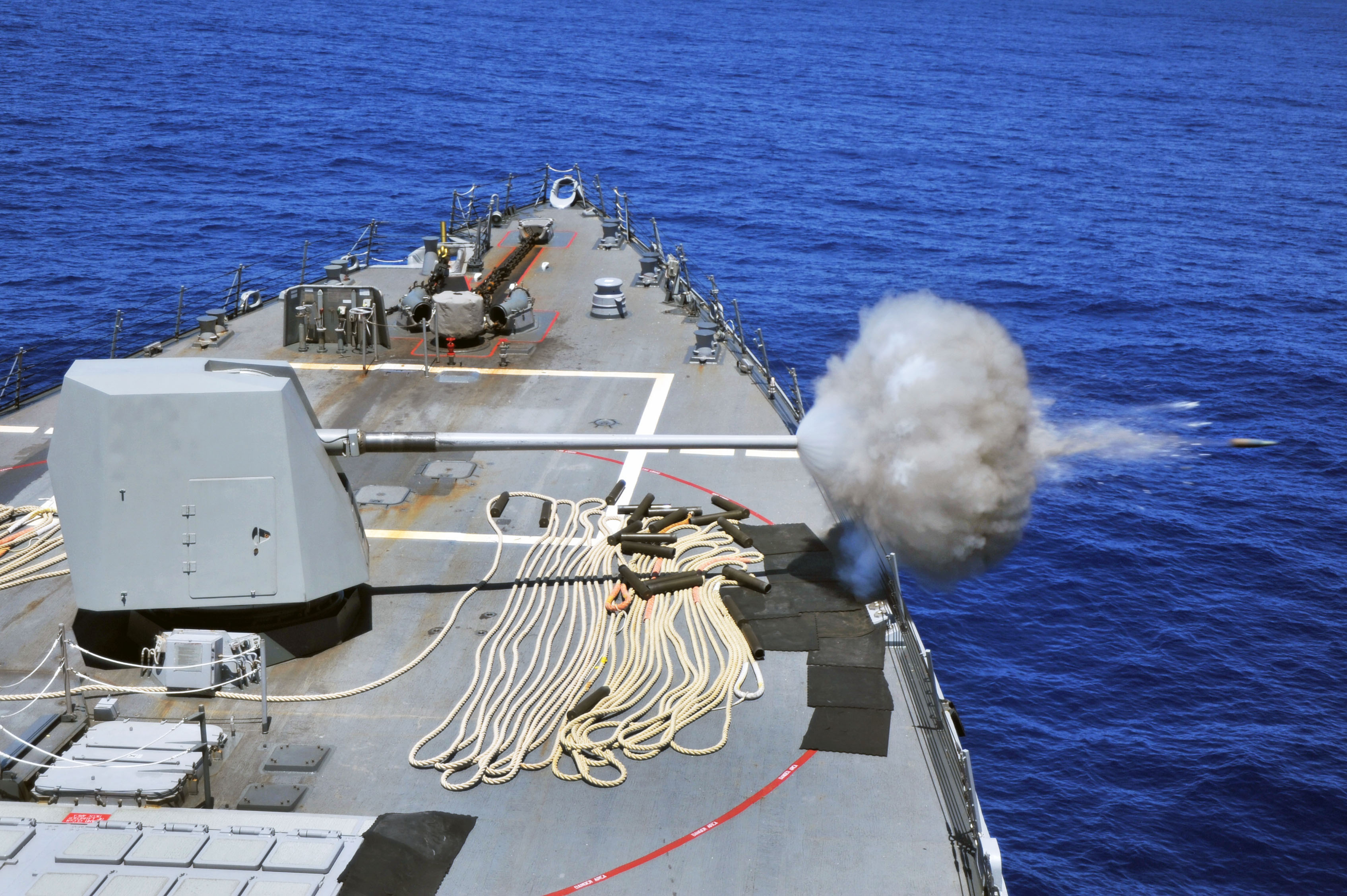
Cañón de proa Mk45 127 mm del USS McCampbell (DDG-85) disparando en 2012.

Está asignado en la Flota del Pacífico y su apostadero es la base naval de Everett (Washington).